# Avalanche (Captain Scarlet-aflevering)
"Avalanche" is de vijfde aflevering van de televisieserie Captain Scarlet and the Mysterons, een sciencefictionserie waarin gebruikgemaakt wordt van de poppenspeltechniek supermarionation. De aflevering werd voor het eerst uitgezonden op ATV Midlands in Engeland op 27 oktober 1967. Qua productievolgorde was het echter de elfde aflevering.

## Verhaal
In het commandocentrum van het Frost Line Outer Space verdedigingssysteem, een kilometers lange rij van raketcomplexen, observatoriumposten en basisstations in Noord-Amerika, discussiëren officieren of een onderhoudstruck op weg is om de airconditioning en luchtvochtigheid te herstellen. Eddie, de chauffeur van de truck, is door de sneeuw op weg naar de basis. Hij kan echter niet op tijd remmen wanneer er opeens een blokkade opduikt, en zijn wagen raakt van de weg. Eddie overleeft de crash niet en de Mysterons retrometaboliseren hem.
De Mysterons maken bekend dat ze enkele sleutellocaties in de Frost Line zullen vernietigen. In de Cloudbase wordt Colonel White gecontacteerd door generaal Ward van het commandocentrum, die zijn onvrede uit over Spectrums aanpak van het Mysteron probleem en liever zijn eigen methode gebruikt. White is er niet gerust op dat de Generaal de Mysterons onderschat.
De Mysteron-Eddie arriveert in de Red Deer basis. Hij schiet Joe, de bewaker, neer en ramt de barrière. Een noodoproep bereikt het commandocentrum en het personeel ontdekt dat ze geen radiocontact meer hebben met Red Deer. Aangenomen wordt dat de basis is vernietigd en al het personeel omgekomen. Colonel White beloofd de zaak te onderzoeken, maar Ward wil meteen een militaire aanpak. De Spectrum Angels rukken uit en White geeft Captain Scarlet en Lieutenant Green de opdracht om Red Deer te onderzoeken.
Destiny Angel vliegt over de Red Deer basis en ziet nergens enig teken van activiteit. Scarlet en Green dalen af in het complex via de ventilatieschacht. Binnen ontdekken ze dat inderdaad al het personeel dood is, maar geen van de lijken heeft externe verwondingen. Vlak boven de grond hangt een vreemde mist, maar volgens de meter is deze niet giftig of radioactief.
Ondertussen arriveert de Mysteron-Eddie bij de volgende basis, Cariboo. Hij laat een capsule in de ventilatieschacht vallen. Niet veel later belt een medewerker van de Cariboo basis het commandocentrum. Hij kan nog net vertellen dat hij niet meer kan ademen voor hij sterft. Generaal Ward laat alle overige basissen van de Frost Line in hoogste staat van paraatheid brengen. Hij dreigt tegenover Colonel White een raketaanval op Mars te lanceren als er nog een station wordt aangevallen.
In de Red Deer basis proberen Scarlet en Green een oorzaak te vinden voor de dood van het personeel. Green zet zijn gasmasker af en kan opeens ook niet meer ademen. Een extra meting wijst uit dat er totaal geen zuurstof meer in de lucht in de basis zit, en al het personeel dus gestikt is. Colonel White beveelt zijn officieren de reparatietruck te stoppen voordat hij de Big Bear basis bereikt.
Scarlet en Green bemachtigen een SPV en nemen een kortere weg om Eddie in te halen. Ondertussen weigert het commandocentrum nog oproepen van de Cloudbase te beantwoorden en White vreest dat generaal Ward zijn aanval aan het voorbereiden is. Scarlet en Green arriveren bij Big Bear, maar Eddie is daar al geweest. De bewaker bij de poort vertelt hen dat Eddie op weg is naar het commandocentrum. Green slaat de bewaker knock-out en zoekt naar de capsule die verantwoordelijk is voor het zuurstofverlies terwijl Scarlet met de SPV Eddie achtervolgt.
Green vindt de capsule nog op tijd en de Big Bear-basis is gered. Eddie ontdekt ondertussen dat hij gevolgd wordt en spuit gladde vloeibare zuurstof op de weg waardoor de SVP crasht. Scarlet overleeft de crash, maar beseft dat de truck een rijdende tijdbom is. Terwijl Eddie het commandocentrum bereikt, schiet Scarlet op de sneeuw naast de weg en veroorzaakt een lawine die de weg van de truck geheel verspert. De truck zelf wordt geraakt door een paar stenen en rolt van de heuvel, waarna hij ontploft.
In Cloudbase feliciteert White Scarlet en Green met hun geslaagde missie. Dan komt er een bericht binnen van Generaal Ward. Ward is echter van mening dat zijn dreiging een raketaanval uit te voeren de Mysterons heeft verjaagd. Na afloop van het bericht noemt Colonel White hem openlijk een stijfkop en schietgraag figuur.

## Rolverdeling

### Reguliere stemacteurs
- Captain Scarlet — Francis Matthews
- Captain Blue — Ed Bishop
- Colonel White — Donald Gray
- Lieutenant Green — Cy Grant
- Destiny Angel — Liz Morgan
- Stem van de Mysterons — Donald Gray

### Gastrollen
- Generaal Ward — Paul Maxwell
- Eddie — Gary Files
- Marshall — Charles Tingwell
- Lt Burroughs — Jeremy Wilkin
- Trapper — Gary Files
- 1e bewaker (Joe) — Martin King
- 2e bewaker — Martin King
- 3e bewaker — Gary Files
- Radio — Jeremy Wilkin

## Trivia
- Dit is een van de weinige afleveringen waarin Lieutenant Green de Cloudbase verlaat en zelf mee doet aan een missie.
- Dit is de eerste aflevering waar Captain Black niet in meedoet.